# 科迪乳业
河南科迪乳业股份有限公司（老三板：400131，简称：科迪3；深交所除牌前：002770，简称：科迪退），简称科迪乳业，是中华人民共和国的一家乳业公司，总部位于河南省商丘市虞城县。
科迪乳业为科迪食品集团股份有限公司的控股子公司，成立于2005年。2021年，因公司2020年度财务报告被出具无法表示意见的审计报告，科迪乳业股票自2021年5月6日起被实施退市风险警示。2022年6月23日，科迪乳业被摘牌，9月8日被裁定破产重整。

## 历史

### 初创
科迪乳业创始人为科迪集团董事长张清海。张清海于1985年成立虞城县清海罐头厂，1995年更名为科迪集团，正式生产汤圆产品。1998年，科迪宣布进入乳制品行业，并设定了独特的发展模式：统一建养殖小区，实行“六统一”管理——即统一规划设计、统一养殖品种、统一技术服务、统一疾病防治、统一污染治理和无害化处理、统一产品销售。
2005年1月，科迪集团与河南农开共同出资设立河南科迪乳业有限公司。2005年2月28日，长城资产通过与中国农业银行签署“贷款划转协议”的方式完成了科迪项目的划转工作，从农业银行接收了科迪集团的3亿元贷款，然而当时集团已经陷入财政困境，短期贷款也出现了资金周转的问题。2005年至2009年期间，科迪的经营状况较差，奶牛基地前期都在烧钱，因此没有充分的现金流。董事长张清海也缺乏一些金融知识，同时可能没有换位思考，主要考虑了企业自身的利害关系。
2010年3月15日，时任长城资产副总裁周礼耀到科迪集团现场调研，并为科迪制定“22511”的纾困方案。科迪乳业在2010年初拟定计划在美国上市，并计划在上市后尽快还款。根据科迪乳业、科迪生物海外上市红筹架构的安排，张清海、王宇骅、刘新强、谢进才四人在英属维京群岛注册公司Central China Dairy Holding Limited（BVI）（中部乳业控股有限公司），作为拟在境外上市主体；该BVI公司在香港注册设立全资子公司中国中部乳业有限公司；中国中部乳业在中国境内设立外商独资企业河南中部乳业有限公司。三家“中部乳业”公司在2015年上市前均已注销。当时境外上市财务顾问机构建议，科迪集团将所持两家公司的股权转让给自然人股东张清海，以使科迪乳业有限及科迪生物的股权结构更加简单、清晰，便于组建红筹架构。后来张清海于2011年3月将上述股权转回给科迪集团，并取消美国上市计划。

### 发展
2011年7月24日，科迪乳业改制为股份有限公司。2015年6月30日，科迪乳业在深圳证券交易所挂牌上市。同年底，科迪乳业以100%的股权，并购洛阳巨尔乳业，实现了中国中部乳业的战略布局。公司创始人张清海曾公开表示，要把科迪乳业打造为比肩蒙牛、伊利的“中部奶业航母”。
2016年4月，科迪乳业进行股票10送10高送转；5月，年产40万吨液态奶正式投产；6月新建第二个万头现代牧场也已基本完成。2017年，科迪在全国范围推出透明袋“小白奶”和“暖酸奶”，其中“小白奶”以独特的包装以及适中的口感在短时间内吸引了大量消费者购买，成为“网红牛奶”，并引来同业模仿。当年，科迪乳业日产销量达300万吨，实现了从区域市场到全国市场的快速扩张。彼时，科迪乳业在天猫超市、京东超市开设旗舰店，还授权了郑州、商丘等地的几十家个体电商销售科迪乳业产品。在华东地区则通过电商的推广，吸引线下经销商主动代理销售。

### 衰落
科迪乳业自2017年开始衰落，由于公司疏于对经销商的管理，也成了科迪乳业的衰落原因。科迪乳业经销商之间的倾轧异常明显，个别区域屡现窜货情况，经销商之间也打起了“价格战”，一些地区的批发价远远低于旗舰店零售价，导致销售市场极其混乱。2018年，科迪乳业以小白奶为代表的常温乳制品业务营收同比下降25.62%，毛利率也下降了7.46%，全年营收为12.85亿元，同比增长仅3.76%；净利润为1.29亿元，同比增长2.05%。
2019年7月，科迪乳业被曝资金链断裂传闻。同年7月底，据第一财经报道，科迪乳业被拖欠奶农上亿奶款，当时来自多省市的被欠款奶农在科迪乳业总部虞城聚集讨债。拖欠奶农奶款及资金链紧张的问题引发了监管部门的关注。深交所分别于8月3日、8月5日分别发出两封关注函，要求科迪乳业对多项问题进行说明。第一封关注函要求科迪乳业说明拖欠奶款的具体情况，以及是否存在未及时披露；第二封关注函要求科迪乳业解释大股东质押股票的情况。8月5日，科迪乳业发布公告回应第一封关注函，表示商丘市政府积极帮助控股股东科迪集团缓解流动性风险，并协调推动省级投资平台设立专项产业振兴基金20亿元，以纾解科迪集团股票质押风险。第二封关注函按要求，科迪乳业须在8月9日之前向监管部门回复。8月16日，科迪乳业就大股东质押股票的情况作说明。同日，中国证监会向科迪乳业发出立案通知书，称科迪乳业因涉嫌违法违规，中国证监会决定对公司立案调查。当年，科迪乳业拟以发行股份的方式购买科迪速冻100%股权，由于被立案调查而终止收购。受资金链断裂的影响，科迪乳业和科迪速冻均已陷入不同程度的停产状态。
2020年6月24日，科迪乳业因在自查发现控股股东科迪集团存在非经营性占用公司资金的情形，经公司向深圳证券交易所申请，公司股票于6月24日开市时起停牌一天，6月29日开市时起复牌，复牌后实施其他风险警示，股票简称变为“ST科迪”。12月21日，控股股东科迪集团被裁定破产重整。
2021年4月29日，科迪乳业发布公告称，因2020年度财务报告被出具无法表示意见的审计报告，公司股票自5月6日起被实施退市风险警示，股票简称变为“*ST科迪”。
2021年9月9日，科迪乳业收到中国证监会河南监管局下发的《行政处罚及市场禁入事先告知书》。告知书显示，科迪乳业2016年到2018年连续三年虚报收入8.36亿，虚增利润2.99亿元。同时，违规向科迪集团提供资金66.74亿元，款项均全部回转；但在2019年累计转出的67.67亿元，仅转回47.92亿元。依据《证券法》的规定，证监会河南监管局决定责令科迪乳业改正，给予警告，并处以60万元罚款；对张清海给予警告，并处以90万元罚款，并釆取10年证券市场禁入措施。截至当日，科迪乳业有失信记录28条，均未履行；公司有被执行人记录8条，被执行总金额6026.84万元；有限制高消费记录68条。
2022年4月30日，科迪乳业披露的2021年年度报告显示，公司2021年年度财务会计报告被出具无法表示意见的审计报告，深交所决定科迪乳业股票终止上市，6月1日起进入退市整理期。6月23日，科迪乳业被摘牌，终止上市后将进入全国中小企业股份转让系统依托原证券公司代办股份转让系统设立并代为管理的两网公司及退市公司板块挂牌转让。
2022年9月9日，科迪乳业发布公告，公司收到商丘市中级人民法院出具的《民事裁定书》，商丘市中级人民法院于9月8日裁定受理郑州互通合众文化传播有限公司对科迪乳业的破产重整申请。11月22日，商丘市中级人民法院作出（2022）豫14破3号之八《民事裁定书》，裁定洛阳巨尔公司、科迪生物公司、科迪牧场公司与科迪乳业公司合并重整。

## 业务及产品
根据公司招股书及2021年度报告，科迪乳业主营业务包括乳制品、乳饮料、饮料的生产与销售、奶牛的养殖、繁育与销售，产品包括常温灭菌乳、调制乳、含乳饮料、乳味饮品和低温巴氏奶、发酵乳等液态乳制品。2017年推出透明袋“小白奶”和“暖酸奶”。公司拥有独立的采购、生产和销售体系，销售市场已从之前主要集中在豫鲁苏皖地区逐渐发展为全国市场。